# Касл-Брюс
Касл-Брюс (англ. Castle Bruce) — деревня на восточном побережье Доминики, крупнейшее поселение в приходе Сент-Дэвид. На 2012 год в ней жило 1387 человек. Расположена в 19,5 км к северо-востоку от Розо, столицы Доминики.
В Касл-Брюс есть два отеля, а также третий отель в 2 км от деревни. Также в деревне есть несколько ресторанов и кафе. Есть парикмахерская и продуктовый магазин, начальная и средняя школа, больница. Большинство архитектуры составляют частные одно- и двухэтажные дома, но также присутствуют и многоквартирные дома.
В 12 км от деревни находится туристическая деревня Калинаго-Барана-От (англ. Kalinago Barana Aute), в которой можно узнать о культуре карибов. Туристическая тропа Вайтукубули, которая проходит через весь остров Доминика, также проходит через Касл-Брюс.

## История
Карибский народ калинаго называл деревню Куанари (кариб. Kouanari). Позже деревня получила название Касл-Брюс в честь владельца местной тростниковой плантации, Джеймса Брюса. Сейчас на месте его резиденции, которая выходила на его плантацию, находится Миссионерская церковь Христианского союза.
Доминика была важной точкой для транспортировки рома, мелассы и извести в Европу. У Касл-Брюс сохранились некоторые постройки тех времён, но они были снесены для строительства многоквартирных домов.
В 1837 году британская армия захватила корабль с рабами в окрестностях Касл-Брюса, которые были выпущены на волю.
В 1972 году работники местной плантации поддержали другого работника, Эйтертона Мартина. Ему приказали уволить нескольких работников, но он отказался это делать. Было решено уволить Мартина, но местные жители были настроены против начальства плантации.
Первым представителем правительства родом из Касл-Брюс стал Стаффорд Альфред. Лорин Бэннис-Робертс, с 2016 года представляющий Доминику в ООН, также родом из Касл-Брюс.

## География и климат
У Касл-Брюс находится одноимённая река, которая является результатом слияния рек Йеллоу и Рэймондстоун. Она впадает в залив Сент-Дэвид Атлантического океана.
Деревня находится на высоте в 73 м. Высочайшая точка в окрестностях — гора Морн-Фрейзер с высотой в 660 м.
В окрестностях Касл-Брюс преобладают вечнозелёные лиственные леса.

### Климат
Согласно классификации климатов Кёппена, в Касл-Брюс — экваториальный климат (Af).
Средняя годовая температура — 20 °C. Самым тёплым месяцем является август (средняя температура — 26,1 °C), а самым холодным — февраль (23,6 °C).
Средний годовой уровень осадков — 2325 мм. Самым влажным месяцем является октябрь (средний уровень осадков — 291 мм), а самым засушливым — февраль (102 мм).
| Показатель                    | Янв. | Фев. | Март | Апр. | Май  | Июнь | Июль | Авг. | Сен. | Окт. | Нояб. | Дек. |
| ----------------------------- | ---- | ---- | ---- | ---- | ---- | ---- | ---- | ---- | ---- | ---- | ----- | ---- |
| Средний суточный максимум, °C | 27,4 | 27,5 | 28,1 | 28,8 | 29,4 | 29,6 | 29,6 | 29,8 | 29,9 | 29,3 | 29    | 28   |
| Средняя температура, °C       | 23,7 | 23,6 | 23,9 | 24,6 | 25,5 | 26   | 26   | 26,1 | 26   | 25,6 | 25,2  | 24,2 |
| Средний суточный минимум, °C  | 20   | 19,7 | 19,8 | 20,5 | 21,7 | 22,5 | 22,4 | 22,5 | 22,2 | 21,9 | 21,4  | 20,4 |
| Норма осадков, мм             | 145  | 102  | 110  | 112  | 145  | 190  | 224  | 252  | 275  | 291  | 275   | 204  |
| Источник: Climate-Data.org    |      |      |      |      |      |      |      |      |      |      |       |      |